# SVT Nyheter Dalarna
SVT Nyheter Dalarna är Sveriges Televisions regionala nyhetsprogram för Dalarnas län.